# Бродские
Бро́дские — российская династия сахарозаводчиков, промышленников и общественных деятелей еврейского происхождения, основанная в начале XIX века.
Первые сахарные заводы Бродские строили или брали в аренду в Киевской губернии в 1840-х гг. В 1880-х гг. династии Бродских принадлежало 9 заводов, в 1912 году — 17 заводов.
Бродские — являлись одними из активных организаторов первого сахарного синдиката (1887 год) и синдиката рафинеров (1903 год). Представители династии также владели и управляли предприятиями мукомольной, пивоваренной, винокуренной и лесобумажной промышленности.

## Представители династии
- Бродский, Израиль Маркович — основатель династии, сахаропромышленник, филантроп и меценат.
- Бродский, Абрам Маркович (1816—1884) — купец первой гильдии, банкир. В 1858 году переехал из Санкт-Петербурга в Одессу, был там гласным городской думы, членом городской управы. Филантроп, финансировал создание двух еврейских с.-х. поселений, потомственный почетный гражданин Одессы.
- Бродский, Лазарь Израилевич — сахаропромышленник, меценат и филантроп. Учредитель Второго Пароходного общества по Днепру и его притокам, директор Киевского общества водоснабжения, член совета Санкт-Петербургского международного коммерческого банка, директор Общества мукомольной паровой мельницы, член совета Общества взаимного кредита.
- Бродский, Лев Израилевич — сахаропромышленник, капиталист. После смерти своего брата Лазаря стал распоряжаться активами Бродских.